# UWC México 55
UWC México 54: Lavado vs. Muñoz fue un evento de artes marciales mixtas producido por Ultimate Warrior Challenge México, que se llevó a cabo el 23 de febrero de 2025 en el Auditorio Municipal de Tijuana, Baja California, México.